# Swampers (Louisiane)
Swampers est une communauté non incorporée dans la paroisse de Franklin en Louisiane aux États-Unis.

## Annexe